# Microcalicium
Microcalicium is een geslacht van niet gelicheniseerde zakjeszwammen in de familie Megasporaceae. De typesoort is Microcalicium disseminatum. Het geslacht is beschreven door de Finse Lichenoloog Edvard August Vainio en werd voor het eerst in 1927 geldig gepubliceerd.

## Soorten
Volgens Index Fungorum bevat het geslacht vier soorten (peildatum november 2021):
| Soortnaam                                            | Auteur(s)                    | Publicatiejaar |
| ---------------------------------------------------- | ---------------------------- | -------------- |
| Microcalicium ahlneri (Ruig pruikspijkertje)         | Tibell                       | 1978           |
| Microcalicium arenarium (Langsteelpruikspijkertje)   | (Hampe ex A. Massal.) Tibell | 1978           |
| Microcalicium conversum                              | Tibell                       | 1978           |
| Microcalicium disseminatum (Zittend pruikspijkertje) | (Ach.) Vain.                 | 1927           |